# روکاسور
روکاسور (نام علمی: Rocasaurus) نام یک گونه از راسته خزنده‌کفلان است.